# Passenger (sångare)
Michael "Mike" Rosenberg (mer känd som Passenger), född 17 maj 1984 i Brighton & Hove, är en engelsk sångare och låtskrivare. Hans låt "Let Her Go" har hamnat på topp 1 i 16 länder: Australien, Österrike, Belgien (Flandern), Tjeckien, Danmark, Finland, Tyskland, Grekland, Irland, Luxemburg, Nya Zeeland, Nederländerna, Norge, Sverige, Schweiz och Storbritannien.

## Album
- Wicked Man's Rest (2007)
- Wide Eyes Blind Love (2009)
- Divers & Submarines (2010)
- Flight of the Crow (2010)
- All the Little Lights (2012)
- Whispers (2014)
- Whispers II (2015)
- Young as the Morning Old as the Sea (2016)
- Sunday Night Sessions (2017)
- The Boy Who Cried Wolf (2017)
- Runaway (2018)
- Sometimes It's Something, Sometimes It's Nothing at All (2019)
- Patchwork (2020)
- Songs for the Drunk and Broken Hearted (2021)
- Birds That Flew and Ships That Sailed (2022)